# Institute Cargo Clauses
Institute Cargo Clauses (ICC) ist die Bezeichnung für die von der International Underwriting Association of London (IUA) herausgegebenen Transportversicherungsbedingungen, Policenformen und Klauseln für Transportversicherungsverträge, die in erster Linie Seetransport-, aber auch Landtransportrisiken betreffen.
An den Institute Cargo Clauses richten sich weltweit nahezu alle Transportversicherungen aus.

## Arten der Versicherungsklauseln
- Die ICC unterscheiden drei Versicherungsklauseln:
  - ICC A: bietet den höchsten Versicherungsschutz (All-Risk)
  - ICC B: bietet Deckung für ausdrücklich genannten Risiken (Named-Peril-Prinzip)  (Gefahren 1–11 nach der Gefahrenliste der ICC)
  - ICC C: bietet einen Mindestversicherungsschutz gegen ausdrücklich genannte Schadensereignisse, für genannte Schadenereignisse, wie z. B. Havarie-Grosse, Feuer, Strandung, Transportmittelunfall, Seebeben usw. (Named-Peril-Prinzip)  (Gefahren 1–7 nach der Gefahrenliste der ICC)

- Gefahrenliste der ICC
  - 1: Feuer und Explosion
  - 2: Stranden, Aufgrundlaufen, Kentern
  - 3: Überschlagen und Entgleisen von Landtransportmitteln
  - 4: Kollision oder Berühren des Transportmittels mit anderen Gegenständen, ausgenommen Wasser
  - 5: Entladen von Gütern in einem Nothafen
  - 6: Aufopferung und Seewurf bei der Haverie Grosse
  - 7: Beiträge zur Haverie Grosse und Bergungskosten
  - 8–11: umfassen z. B. Überbordspülen, Erdbeben, Vulkanausbruch, Blitzschlag, sowie Eindringen von See- und Flusswasser in das Transportmittel, den Container oder den Lagerplatz.

## Verhältnis zu den Incoterms-Klauseln
Die Ziffern 1–7 der Gefahrenliste entsprechen der Mindestdeckung (ICC C) nach Incoterms-Klausel Cost, Insurance, Freight (CIF) (gemäß Incoterms 2000/2010/2020).
Bei Verwendung der seit den Incoterms 2020 möglichen Klausel Carriage, Insurance, Paid (CIP) ist aber die Maximaldeckung (ICC A) erforderlich.

## Weitere Versicherungsmöglichkeiten
Zusätzlich können vereinbart werden: Institute War Clauses (Kriegsklausel), Institute Strike Clauses (Streikklausel), Malicious Damage Clauses (für mutwillige Beschädigung oder Zerstörung), Institute Commodity Trade Clauses sowie Protection and Indemnity Clauses.

## Anwendung im deutschen Raum
Es ist ohne weiteres möglich und durchaus üblich, deutschen Transportversicherungen die ICC und dazugehörige Klauseln zugrunde zu legen.
Für den deutschen Raum sind zwischenzeitlich aber auch die „DTV-Güterversicherungsbedingungen 2000 in der Fassung 2008 (DTV-Güter 2000/2008)“ des Gesamtverband der Deutschen Versicherungswirtschaft e.V. (GDV) gebräuchlich, die ähnliche Transport-Versicherungsbedingungen empfehlen.